# Oskar Potiorek
Oskar Potiorek (Bad Bleiberg, Carintia, Austria; 20 de noviembre de 1853-Klagenfurt, 17 de diciembre de 1933) fue un general del Imperio austrohúngaro y gobernador de la provincia de Bosnia y Herzegovina entre 1911 y 1914. Potiorek era uno de los pasajeros del automóvil en el que viajaban el archiduque Francisco Fernando de Austria y su esposa la duquesa Sofía Chotek durante su asesinato en Sarajevo el 28 de junio por parte de los miembros de la organización Joven Bosnia, desencadenando la crisis de julio y en últimas la Primera Guerra Mundial. Potiorek era el encargado de la seguridad del Archiduque, a quien había invitado a Sarajevo a presenciar el desfile de sus tropas. Tras los hechos tuvo un desempeño mediocre, por lo que fue retirado de las operaciones bélicas, sufriendo subsiguientes tendencias suicidas.

## Carrera
Potiorek representaba el paradigma del oficial austrohúngaro. Comenzó su carrera militar a los cinco años, cuando ingresó en una escuela preparatoria del Ejército. Carecía prácticamente de vida privada y nunca se casó.
Era gobernador de la provincia imperial de Bosnia y Herzegovina cuando se produjo el atentado de Sarajevo en 1914. Estaba convencido de la colusión del Gobierno serbio, de los activistas nacionalistas serbios y de la población serbia del imperio en las actividades subversivas.

## El atentado
El general había invitado al archiduque y a su esposa a ver las maniobras de sus tropas, en Sarajevo, lo que fue visto como una oportunidad por el grupo serbio de ideología nacionalista Unificación o Muerte.
Hacia las diez de la mañana, cuando la caravana pasó por la estación central de policía, el conspirador del grupo Joven Bosnia Nedeljko Cabrinovic lanzó una granada de mano al vehículo del archiduque. Como el conductor aceleró para evitarla, la explosión tuvo lugar bajo las ruedas de uno de los coches que venían detrás.
Tras la recepción oficial en la alcaldía, Francisco Fernando quiso visitar a los miembros de su comitiva que la bomba había herido. Un miembro del séquito del archiduque, el barón Morsey, sugirió que ese desplazamiento podía ser peligroso, pero Potiorek, quien era responsable de la seguridad de la comitiva real, respondió: «¿Cree usted que Sarajevo está llena de asesinos?».

Mapa del atentado.

Para evitar el centro de la ciudad, Potiorek decidió que el automóvil imperial debía viajar siguiendo el muelle Appel (actual vía E761), al hospital de Sarejevo. Potiorek sin embargo olvidó comunicar el cambio de planes al conductor del archiduque, Leopold Loyka, que dobló a la derecha en la calle Francisco José en el puente Latino, donde se encontraba en esos momentos Gavrilo Princip, otro de los conspiradores de Joven Bosnia. Cuando el chófer se disponía a dar marcha atrás, Princip se puso enfrente del auto, sacó su arma y la disparó varias veces contra el archiduque. Francisco Fernando fue herido en el cuello, y Sofía en el abdomen, ambos fatalmente. Ninguno de los otros ocupantes fue herido.
No se encontró prueba a favor de la idea de que la baja seguridad del archiduque se debiese a la intención de elementos internos del Imperio de exponerlo a un riesgo de asesinato, para eliminarlo por ejemplo debido a expectativas de sucesión.
Princip afirmó que la bala que había matado a la condesa Sofía era para Potiorek. Se ha especulado que su «culpa de sobreviviente» lo llevó a dirigir la represión austrohúngara contra los serbios. Fue muy minucioso en sus acciones, aunque incompetente como comandante. Tras desastrosas derrotas en la batalla de Cer y de Kolubara, fue retirado del mando, tras lo cual desarrolló tendencias suicidas.